# Återvinningskod
Återvinningskoder används för att identifiera vilka material en sak är gjord av för att förenkla sorteringen vid återvinning eller annan användning. Sådana symboler har definierats för batterier, biologiskt nedbrytbart material, glas, metall, papper och plast. Det är för övrigt från plastklassningskod-listan resten har byggts ut, med uppenbara överlappningar och luckor.

## Tabell för återvinningskoder
| Symbol                                 | Kod                     | Beskrivning                                                            | Exempel |
| -------------------------------------- | ----------------------- | ---------------------------------------------------------------------- | --- |
| Plast (se plastklassningskod)          |                         |                                                                        | |
|                                        | #1 PET(E), PETG         | polyetentereftalat (CO—C6H4—CO—O—CH2—CH2—O—)n polyetentereftalatglykol | polyesterfiber, läskedrycksflaskor                                                                                           |
|                                        | #2 PEHD eller HDPE      | högdensitetspolyeten                                                   | plastflaskor, plastpåsar, soppåsar, fuskträ                                                                                  |
|                                        | #3 PVC                  | polyvinylklorid                                                        | fönsterramar, flaskor för kemikalier, golvmaterial                                                                           |
|                                        | #4 PELD eller LDPE      | lågdensitetspolyeten                                                   | plastkassar, hinkar, tvålbehållare, plasttuber                                                                               |
|                                        | #5 PP                   | polypropylen                                                           | stötfångare, bilinteriör, industrifiber                                                                                      |
|                                        | #6 PS                   | polystyren                                                             | leksaker, blomkrukor, askfat, resväskor                                                                                      |
|                                        | #7 O(ther)              | övrig plast                                                            | |
|                                        | #07 PLA                 | polylaktid                                                             | förpackningar, mulchfolie, medicinsk teknik                                                                                  |
|                                        | #9 eller #ABS           | ABS-plast                                                              | bildskärms-/TV-kabinett, kaffebryggare, mobiltelefoner, plast i datorer                                                      |
| Batterier (se även batteriåtervinning) |                         |                                                                        | |
|                                        | #8 Lead                 | blybatteri                                                             | |
|                                        | #9 eller #19 Alkaline   | alkaliskt batteri                                                      | |
|                                        | #10 NiCD                | nickel-kadmiumbatteri                                                  | |
|                                        | #11 NiMH                | nickel-metallhydridbatteri                                             | |
|                                        | #12 Li                  | litiumbatteri                                                          | |
|                                        | #13 SO(Z)               | silveroxidbatteri                                                      | |
|                                        | #14 CZ                  | brunstensbatteri                                                       | |
| Papper                                 |                         |                                                                        | |
|                                        | #20 C PAP (PCB)         | wellpapp                                                               | |
|                                        | #21 PAP                 | övrig papp                                                             | |
|                                        | #22 PAP                 | papper                                                                 | diverse tidningspapper, skrivpapper                                                                                          |
|                                        | #23 PBD (PPB)           | kartong                                                                | gratulationskort, höljen för fryst mat, bokomslag                                                                            |
|                                        | #24-#39                 | övrig papp/papper                                                      | |
| Metall                                 |                         |                                                                        | |
|                                        | #40 FE                  | stål                                                                   | |
|                                        | #41 ALU                 | aluminium                                                              | |
|                                        | #42-#49                 | övrig metall                                                           | |
| Biologiskt nedbrytbart material        |                         |                                                                        | |
|                                        | #50 FOR                 | trä                                                                    | |
|                                        | #51 FOR                 | kork                                                                   | flaskkorkar, konstruktionsmaterial                                                                                           |
|                                        | #52-#59                 | övriga trämaterial                                                     | |
|                                        | #60 COT                 | bomull                                                                 | |
|                                        | #61 TEX                 | jute                                                                   | |
|                                        | #62-69 TEX              | övriga textilmaterial                                                  | |
| Glas                                   |                         |                                                                        | |
|                                        | #70 GLS                 | blandat färglöst bruksglas                                             | vattenflaskor, inlagda konserver                                                                                             |
|                                        | #71 GLS                 | grönt glas                                                             | vinflaskor |
|                                        | #72 GLS                 | brunt glas                                                             | ölflaskor |
|                                        | #73 GLS                 | mörkfärgat glas                                                        | |
|                                        | #74 GLS                 | ljusfärgat glas                                                        | |
|                                        | #75 GLS                 | lågblyglas                                                             | frontglas till TV |
|                                        | #76 GLS                 | blyglas                                                                | äldre TV, askfat, äldre dryckesglas                                                                                          |
|                                        | #77 GLS                 | kopparblandat/kopparbelagt glas                                        | elektronik, LCD-displayer, klockor/armbandsur                                                                                |
|                                        | #78 GLS                 | silverblandat/silverbelagt glas                                        | speglar, finare vinglas |
|                                        | #79 GLS                 | guldblandat/guldbelagt glas                                            | datorglas, finare vinglas |
| Sammansatta material med papp/papper   |                         |                                                                        | |
|                                        | #80                     | papp/papper + metall                                                   | |
|                                        | #81 PapPet              | papp/papper + plast                                                    | konsumentförpackningar, foderpåsar, glasskartonger, engångstallrikar                                                         |
|                                        | #82                     | papp/papper + aluminium                                                | |
|                                        | #83                     | papp/papper + tunnplåt                                                 | |
|                                        | #84 PapAl               | papp/papper + plast + aluminium                                        | vätskebehållare, joskartonger, cigarettpaket, tuggummipapper, papphylsor för lösa skott, material för att färga fyrverkerier |
|                                        | #85                     | papp/papper + plast + aluminium + tunnplåt                             | |
|                                        | #86                     | övriga sammansatta material med papp/papper                            | |
|                                        | #87 Card-stock Laminate | papp/papper + biologiskt nedbrytbar plast                              | laminerat material, högtidskort, bokmärken, visitkort, broschyrer/reklam                                                     |
|                                        | #88-#89                 | övriga sammansatta material med papp/papper                            | |
| Sammansatta material med plast         |                         |                                                                        | |
|                                        | #90                     | plast + aluminium                                                      | |
|                                        | #91                     | plast + tunnplåt                                                       | |
|                                        | #92                     | plast + olika metaller                                                 | |
|                                        | #93-#94                 | övriga sammansatta material med plast                                  | |
| Sammansatta material med glas          |                         |                                                                        | |
|                                        | #95                     | glas + plast                                                           | |
|                                        | #96                     | glas + aluminium                                                       | |
|                                        | #97                     | glas + tunnplåt                                                        | |
|                                        | #98                     | glas + övriga metaller                                                 | |
|                                        | #99                     | övriga sammansatta material med glas                                   | |

## Koder använda i Japan
| Symbol | Beskrivning                |
| ------ | -------------------------- |
|        | PET-plast                  |
|        | aluminium                  |
|        | papp                       |
|        | plast                      |
|        | metall                     |
|        | nickel-kadmiumbatteri      |
|        | nickel-metallhydridbatteri |
|        | litiumbatteri              |
|        | blybatteri                 |
|        | PVC                        |